# Данилов Віктор Євгенович
Ві́ктор Євге́нович Дани́лов (нар. 2 жовтня 1992) — засновник та власник видавничого дому «ОГО» та однойменної газети з Рівного.

## Життєпис
Засновник і шеф-редактор газети «ОГО», 1991 — один із фундаторів фірми «МАРК», співзасновник газети «Рівне вечірнє».
Народився 18 жовтня 1962 року у Макіївці Донецької області. Військове звання — капітан запасу.

### Освіта
- Після переїзду батьків на батьківщину матері до Закарпаття з 1970 по 1980 рік навчався в Хустській середній школі № 1.
- 1985 — закінчив з відзнакою факультет технології органічних речовин Львівського політехнічного інституту. За фахом — інженер хімік-технолог.
- після навчання працював на Рівненському об'єднанні «Азот», де працював на різних посадах (до 1990 року). З листопада 1990 року очолив мале підприємство «Марк», заснував видавничий дім «ОГО».
- З 2008 року — директор ТОВ-фірма «Марк».
- 2004 та 2008 — віце-президент Української асоціації видавців періодичної преси
- Дійсний член ради директорів Асоціації «Незалежні регіональні видавці України»[2]
- член Національної спілки журналістів України
- автор та ведучий кулінарного шоу «СмачнОГО!» на телеканалі «Рівне 1».

### Політика
- З 1989 року — член Народного руху України.
- 1999—2002 — голова Рівненської обласної організації Народного руху України.
- 1990—1994 — депутат Рівненської міської ради
- 2002—2010 — депутат Рівненської обласної ради, голова, заступник голови фракції «Наша Україна».
- Після виборів 2010 р. заявив про відхід від політичної діяльності.

## Нагороди
- медаль «За працю і звитягу»[3]

## Сім'я
- Одружений, виховує двох доньок.
- Хобі: мандрівки, риболовля, нумізматика, полювання.
- У вересні 2012 — у Рівному відкрив персональну фотовиставку «50 країн Віктора Данилова», де представив фотографії із своїх подорожей різних років усіма континентами Землі, окрім Антарктиди.[4]